# Сан-Андрес (Сальвадор)
Сан-Андрес (ісп. San Andrés) — руїни міста цивілізації мая в департаменті Ла-Лібертад (Сальвадор). Отримало назву на честь фазенди, що розташовувалася поруч з рештками городища.

## Історія
Старовинна назва міста натепер невідома. Поселення було утворене близько 900 року до н. е. Основною діяльністю місцевого населення було землеробство. Внаслідок виверження вулкана Лаго-Ілопанго в середині III століття поселення було знищено, частина населення загинула, решта залишила поселення.
У V ст. тут оселилися племена мая. Протягом V—VI ст. тут сформувалося місто, що з часом набуло потуги, утворивши власну державу (назва її досі не дешифрована). Тоді були встановлені дружні відносини з Теотіуаканом. Найбільший розквіт припав на 600—900 роки, коли кількість населення сягнуло 12 тисяч осіб. У цей період володарі цього міста контролювали усю долини Сапотітан та Ґаммокс. Місто було важливим торговим центром, торгувало з містами мая у сучасній Мексиці, Гватемалі, Белізі і Гондурасі.
Близько 900 року відбувся занепад міста і держави. Втім населення не залишило зовсім місто, але територія з містянами значно зменшилася. Тут вирощували какао та індиго, займалися скотарством. Практично було залишено близько 1200 року. Цей період отримав назву фаха Гуасапа. За однією з гіпотез місто підкорилося місту-державу Кіуатану. Від величного міста залишалося невеличке поселення. У XVI ст. було підкорено іспанськими колонізаторами. У 1658 році знищено внаслідок виверження вулкана Плайон.

## Опис
Розташовано в долині Сапотітан, на відстані 4,8 км від руїн Хоя-де-Серен. Місто докласичного періоду охоплювало 3 км2.
Поділялося на Північну та Південну частини. Виявлено 1200 будівель, що створювалися з мулу, сирцевої цегли, вулканічного туфу (Будівля 7). Стіни вкривалися своєрідною штукатуркою, яку виробляли з гравію та глини. Поки розкопано меншу частину зі знайдених споруд.
Церемоніально-адміністративний центр розташовувався у Південній частині міста. Тут розташовувалися Південна площа, а основу становив акрополь, який був великим комплексом і складався з великої піраміди та низки пірамід і веж. До акрополя вів 80-метровий підземний тунель. На території були будинок правителя, з безліччю кімнат, крамниці торговців, церемоніальні установи.
Цікаві Будівля 1 на південному краю площі: вчені вважають її основною храмом-пірамідою, в його північній частині виявлено вівтар; квартали знаті по північній і західній сторонах акрополя; поховальні піраміди (Будівлі 2, 3, 4) по східному краю площі, так звана «Ринкова площа» дещо північніше, а також піраміда Будівля 5 (має назву «Дзвін» — La Campana) на східному краю цієї площі, що поєднується з Будівлею 6 (має форму латинської букви L).
Споруда 7 відповідає архітектурною стилю Копану. Носили церемоніальне завдання.
У межах акрополя виявлено курильниці і жертовні інструменти (шипи скатів та мушлі молюсків). Також дослідники знайшли численні керамічні вироби.

## Дослідження
Виявлено наприкінці XIX ст. Розкопки розпочалися у 1940-х роках. У 1996 році рішенням уряду Сальвадору на території пам'ятки утворено Археологічний парк Сан-Андрес, що становить 202 га. У 2015 році відкрито туристичний маршрут тунелем до акрополя «Підземні ходи в пірамідах мая Сан-Андрес».